# Associazione Calcio Legnano 1982-1983
Questa voce raccoglie le informazioni riguardanti l'Associazione Calcio Legnano nelle competizioni ufficiali della stagione 1982-1983.

## Stagione

Simone Braglia, al Legnano dal 1982 al 1983

L'ottimo finale di campionato della stagione precedente fa propendere alla società la riconferma dell'allenatore e della rosa. Il calciomercato è incentrato sull'inserimento di alcuni giocatori che avrebbero migliorato la rosa in modo tale da poter ambire alla promozione in Serie C1. Vengono acquistati il portiere Simone Braglia, il difensore Luigi Cappelletti, il centrocampista Gaetano Paolillo e l'attaccante Riccardo Bulgarani. Lasciano invece il Legnano il difensore Nicola Liquindoli, il centrocampista Gabriele Savino e gli attaccanti Walter Puricelli e Angelo Ticozzelli.
Nella stagione 1982-83 i Lilla dominano il girone B della Serie C2 vincendo il campionato con 52 punti in classifica, otto in più del Fanfulla secondo classificato. Entrambe le formazioni ottengono la promozione in Serie C1. Invece, in Coppa Italia Serie C, il Legnano, dopo essere giunto primo nel girone B ed aver battuto il Padova nei sedicesimi di finale e la Triestina negli ottavi, viene eliminato ai quarti dalla Carrarese, che vincerà poi la competizione.

## Divise e sponsor
| Casa |

## Organigramma societario
Area direttiva
- Presidente: comm. Giovanni Mari

Area tecnica
- Allenatore: Pietro Maroso

## Rosa
| N. |                   | Ruolo | Calciatore         |
| -- | ----------------- | ----- | ------------------ |
|    | Italia (bandiera) | A     | Roberto Baldan     |
|    | Italia (bandiera) | P     | Luigi Belletta     |
|    | Italia (bandiera) | P     | Simone Braglia     |
|    | Italia (bandiera) | A     | Riccardo Bulgarani |
|    | Italia (bandiera) | D     | Luigi Cappelletti  |
|    | Italia (bandiera) | C     | Dario Catena       |
|    | Italia (bandiera) | D     | Giovanni Cozzi     |
|    | Italia (bandiera) | C     | Vito De Lorentis   |
|    | Italia (bandiera) | A     | Davide Fontolan    |

| N. |                   | Ruolo | Calciatore          |
| -- | ----------------- | ----- | ------------------- |
|    | Italia (bandiera) | C     | Daniele Fortunato   |
|    | Italia (bandiera) | D     | Ferdinando Gaverini |
|    | Italia (bandiera) | D     | Oscar Lesca         |
|    | Italia (bandiera) | A     | Paolo Marignoli     |
|    | Italia (bandiera) | C     | Gaetano Paolillo    |
|    | Italia (bandiera) | D     | Davide Roncaglia    |
|    | Italia (bandiera) | C     | Giovanni Rota       |
|    | Italia (bandiera) | C     | Giovanni Xotta      |
|    | Italia (bandiera) | D     | Fabrizio Zoppellaro |

## Risultati

### Serie C2

#### Girone di andata
| Arbitro: | Fassari (Catania) |

|  |           |               |
|  | Marcatori | 62’ Fortunato |

| Arbitro: | Bettini (Forlì) |

|                             |           |  |
| De Lorentis 12’ (rig.), 83’ | Marcatori |  |

| Arbitro: | Lussana (Bergamo) |

|  |           |                        |
|  | Marcatori | 10’ Xotta 76’ Paolillo |

| Arbitro: | Murgia (Oristano) |

|               |           |  |
| Bulgarani 36’ | Marcatori |  |

| Arbitro: | Novi (Pisa) |

|             |           |              |
| Masuero 36’ | Marcatori | 3’ Fortunato |

| Arbitro: | Manzone (Asti) |

|                           |           |                       |
| Lesca 54’ Rota 87’ (rig.) | Marcatori | 76’ (aut.) Zoppellaro |

| Arbitro: | Caprini (Perugia) |

|         |           |                          |
| Soti 9’ | Marcatori | 19’ Bulgarani 24’ Baldan |

| Arbitro: | Creati (Acireale) |

|            |           |  |
| Baldan 68’ | Marcatori |  |

| Montebelluna 14 novembre 1982 9ª giornata | Montebelluna            | 0 – 0 | Legnano | Stadio San Vigilio\| Arbitro: \| Damiani (Ascoli Piceno) \| |
| Arbitro:                                  | Damiani (Ascoli Piceno) |       |         |                                                             |

| Arbitro: | Barbarici (Cagliari) |

|                                   |           |  |
| Bulgarani 48’ Baldan 63’ Rota 82’ | Marcatori |  |

| Arbitro: | Baldas (Trieste) |

|             |           |                            |
| Scienza 57’ | Marcatori | 41’ Baldan 46’ De Lorentis |

| Arbitro: | Perdonò (Foggia) |

|                             |           |  |
| De Lorentis 48’ (rig.), 56’ | Marcatori |  |

| Gorizia 12 dicembre 1982 13ª giornata | Pro Gorizia     | 0 – 0 | Legnano | Stadio Campagnuzza\| Arbitro: \| Pucci (Firenze) \| |
| Arbitro:                              | Pucci (Firenze) |       |         |                                                     |

| Arbitro: | Amendolia (Messina) |

|                                            |           |                                   |
| Citterio 1’ (aut.) Roncaglia 29’ Lesca 87’ | Marcatori | 34’ (rig.) Lucchetti 81’ Frigerio |

| Arbitro: | Ciaccio (Napoli) |

|              |           |  |
| Biasiolo 22’ | Marcatori |  |

| Arbitro: | Acri (Novi Ligure) |

|                  |           |  |
| Carlo 48’ (aut.) | Marcatori |  |

| Arbitro: | Balsamo (Paola) |

|             |           |  |
| Tedoldi 35’ | Marcatori |  |

#### Girone di ritorno
| Arbitro: | Dalfovo (Trento) |

|                                                       |           |           |
| Cozzi 10’ Toscani 12’ (aut.) Marignoli 46’ Baldan 71’ | Marcatori | 63’ Pozzi |

| Arbitro: | Picchio (Macerata) |

|             |           |            |
| Tubaldo 64’ | Marcatori | 60’ Catena |

| Arbitro: | Baldacci (Torino) |

|            |           |  |
| Catena 85’ | Marcatori |  |

| Arbitro: | Agnelli (Siena) |

|  |           |              |
|  | Marcatori | 42’ Paolillo |

| Arbitro: | Ongaro (Rovigo) |

|                       |           |                      |
| Xotta 2’ Paolillo 30’ | Marcatori | 1’ Rossi 85’ Masuero |

| Conegliano 6 marzo 1983 23ª giornata | Conegliano     | 0 – 0 | Legnano | Stadio Narciso Soldan\| Arbitro: \| Bruni (Arezzo) \| |
| Arbitro:                             | Bruni (Arezzo) |       |         |                                                       |

| Arbitro: | D'Alascio (Pisa) |

|                 |           |  |
| Baldan 54’, 56’ | Marcatori |  |

| Arbitro: | Pucci (Firenze) |

|  |           |                 |
|  | Marcatori | 50’ Cappelletti |

| Arbitro: | Pozzati (Alghero) |

|               |           |  |
| Fortunato 12’ | Marcatori |  |

| Arbitro: | Scalcione (Matera) |

|                  |           |            |
| Ferla 81’ (rig.) | Marcatori | 44’ Baldan |

| Arbitro: | Fassari (Catania) |

|            |           |                                |
| Catena 46’ | Marcatori | 42’ (rig.) Scipoli 52’ Ramella |

| Omegna 1º maggio 1983 29ª giornata | Omegna               | 0 – 0 | Legnano | Stadio della Liberazione\| Arbitro: \| Nepi (Ascoli Piceno) \| |
| Arbitro:                           | Nepi (Ascoli Piceno) |       |         |                                                                |

| Legnano 8 maggio 1983 30ª giornata | Legnano             | 0 – 0 | Pro Gorizia | Stadio Comunale\| Arbitro: \| Satariano (Palermo) \| |
| Arbitro:                           | Satariano (Palermo) |       |             |                                                      |

| Arbitro: | Quartuccio (Torre Annunziata) |

|  |           |            |
|  | Marcatori | 35’ Baldan |

| Arbitro: | Squadrito (Catania) |

|                         |           |  |
| Baldan 69’ Fontolan 90’ | Marcatori |  |

| Pordenone 29 maggio 1983 33ª giornata | Pordenone        | 0 – 0 | Legnano | Stadio Ottavio Bottecchia\| Arbitro: \| Cornieti (Forlì) \| |
| Arbitro:                              | Cornieti (Forlì) |       |         |                                                             |

| Arbitro: | Tonon (Conegliano) |

|                                                 |           |             |
| De Lorentis 34’, 61’ Paolillo 56’ Roncaglia 86’ | Marcatori | 79’ Pozzoli |

### Coppa Italia Serie C

#### Fase eliminatoria a gironi
| Arbitro: | Lussana (Bergamo) |

|                                            |           |  |
| Bulgarani 23’ Baldan 65’ Longhi 78’ (aut.) | Marcatori |  |

| Rho 25 agosto 1982 2ª giornata | Rhodense | 0 – 0 | Legnano | Stadio Comunale Luigi Panico |

| Arbitro: | Boschi (Parma) |

|                      |           |                       |
| Sartirana 15’ (rig.) | Marcatori | 8’ (rig.) De Lorentis |

| Arbitro: | Frusciante (Como) |

|                     |           |                                         |
| F. Corti 88’ (rig.) | Marcatori | 20’ Fortunato 51’ Vinciguerra 68’ Xotta |

| Legnano 5 settembre 1982 5ª giornata | Legnano | 3 – 1 | Rhodense | Stadio Comunale |

| Arbitro: | Dal Forno (Ivrea) |

|            |           |           |
| Baldan 60’ | Marcatori | 11’ Frara |

#### Fase finale
| Legnano 10 novembre 1982 Sedicesimi di finale - Andata | Legnano | 0 – 0 | Padova | Stadio Comunale |

| Padova 1º dicembre 1982 Sedicesimi di finale - Ritorno | Padova | 1 – 2 | Legnano | Stadio Comunale |

| Legnano 8 dicembre 1982 Ottavi di finale - Andata | Legnano | 2 – 0 | Triestina | Stadio Comunale |

| Trieste 27 gennaio 1983 Ottavi di finale - Ritorno | Triestina | 1 – 0 | Legnano | Stadio Giuseppe Grezar |

| Legnano 23 febbraio 1983 Quarti di finale - Andata | Legnano | 0 – 1 | Carrarese | Stadio Comunale |

| Carrara 9 marzo 1983 Quarti di finale - Ritorno | Carrarese | 1 – 1 | Legnano | Stadio Dei Marmi |

## Statistiche

### Statistiche di squadra
| Competizione         | Punti | Totale | Totale | Totale | Totale | Totale | Totale | DR  |
| Competizione         | Punti | G      | V      | N      | P      | Gf     | Gs     | DR  |
| -------------------- | ----- | ------ | ------ | ------ | ------ | ------ | ------ | --- |
| Serie C2             | 52    | 34     | 21     | 10     | 3      | 45     | 16     | +29 |
| Coppa Italia Serie C | 9     | 6      | 3      | 3      | 0      | 11     | 4      | +7  |

### Statistiche dei giocatori
| Giocatore      | Serie C2 | Serie C2 |
| Giocatore      | Presenze | Reti     |
| -------------- | -------- | -------- |
| R. Baldan      | 31       | 10       |
| L. Belletta    | 20       | 0        |
| S. Braglia     | 14       | 0        |
| R. Bulgarani   | 19       | 3        |
| L. Cappelletti | 32       | 1        |
| D. Catena      | 32       | 3        |
| G. Cozzi       | 27       | 2        |
| V. De Lorentis | 32       | 7        |
| D. Fontolan    | 1        | 1        |
| D. Fortunato   | 32       | 3        |
| F. Gaverini    | 4        | 0        |
| O. Lesca       | 33       | 2        |
| P. Marignoli   | 9        | 0        |
| G. Paolillo    | 34       | 4        |
| D. Roncaglia   | 29       | 2        |
| G. Rota        | 26       | 2        |
| G. Xotta       | 32       | 2        |
| F. Zoppellaro  | 22       | 0        |